# Vinicunca
Vinicunca, ou Arco Iris, surnommée la « montagne aux sept couleurs » ou « montagne arc-en-ciel », est une montagne du Pérou. Elle culmine à 5 036 m d'altitude. Elle est située dans la région de Cuzco, au cœur des Andes.

## Toponymie
À l'origine, Winikunka est le nom quechua de cette montagne. Wini est un terme utilisé pour faire référence aux pierres noires, très nombreuses dans la région, et kunka signifie « cou », et fait référence à la finesse et l’exiguïté de cette montagne.

## Géographie

### Topographie
La montagne Vinicunca se trouve non loin du mont Ausangate. Elle est également située au pied du fleuve Vilcanota. Son sommet culmine à 5 200 m. La ville de Cuzco se situe à 80 km en aval de la montagne, à 3 500 m d'altitude.

### Formation géologique

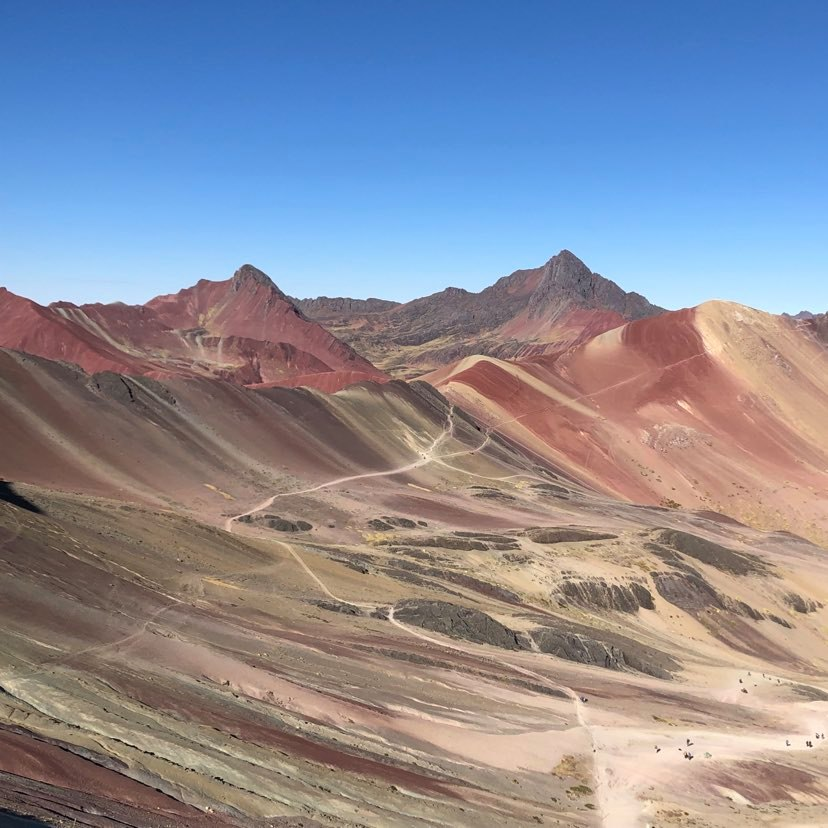
La montagne Vinicunca se distingue par ses différentes couleurs.

Selon l’enquête du bureau du Paysage de la direction de la Décentralisation de la culture de Cusco, les colorations de la montagne aux sept couleurs sont dues à sa composition minéralogique. Le rose est attribuable au mélange d’argile rouge, de boues et de sable. La couleur blanchâtre résulte du mélange de sable quartzeux et de marnes riches en carbonate de calcium. Le rouge se compose d’argiles ferrugineuses et d’argiles appartenant au Néogène. Le vert est dû au mélange de phyllites et d’argiles mafiques. Le brun terreux est produit par le conglomérat de roches magnésiennes appartenant à l’ère quaternaire. Le jaune moutarde est attribuable aux grès calcaires riches en minéraux sulfurés.

## Histoire

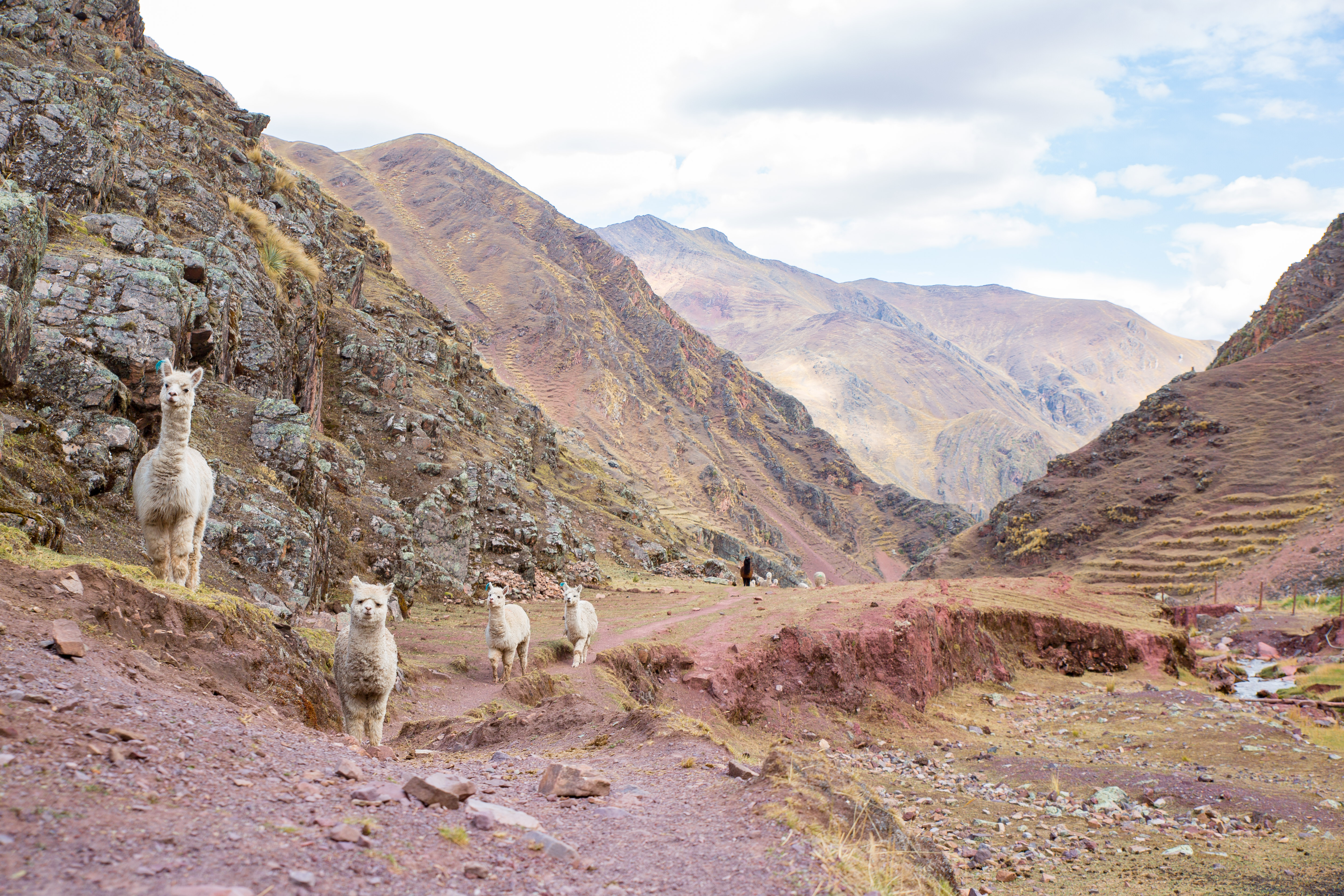
Alpagas dans les montagnes.

De nombreuses populations indigènes vivent dans de petits hameaux situés dans ces montagnes. Les principaux habitants sont des Quechuas, qui sont les descendants des populations incas. À l'origine recouverte de neige, Vinicunca a par la suite subi le réchauffement climatique et dévoilé ses couleurs depuis 2015. C'est un paysage très protégé par les populations locales. C'est dans ce paysage que les habitants font de l'élevage, notamment de lamas, de chevaux et d’alpagas. Grâce à l'activité touristique naissante depuis 2016, les populations locales parviennent à vivre un peu plus aisément.

## Tourisme

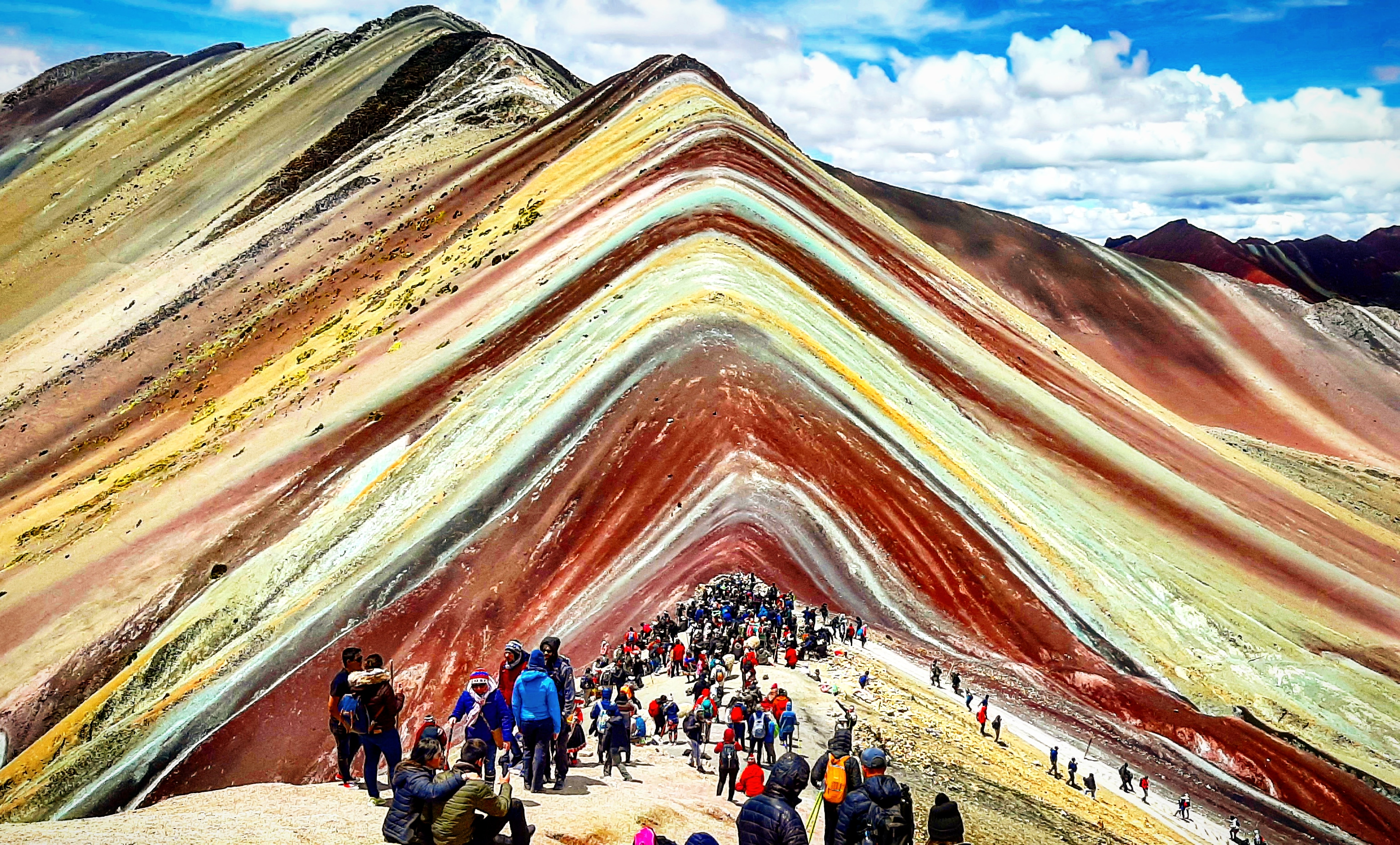
Tourisme de masse en octobre 2019.

La montagne arc-en-ciel avait échappé au tourisme de masse, et n'a connu ses premiers visiteurs qu'en 2016 depuis que de nombreuses agences touristiques de Cuzco proposent désormais sa découverte. L'ascension n'est possible qu'à pied ou à cheval, et se fait en six heures (voyage depuis Cuzco). Grâce à un projet mis en place par le vice-ministre du tourisme au Pérou avec les communautés locales de Chillca et Osefina, quatre auberges ont vu le jour dans les hauteurs de la ville, afin de permettre aux touristes de parcourir les sentiers de la montagne et aussi d'aider économiquement les Quechuas. En effet, ils perçoivent des bénéfices de l'activité touristique, leur permettant de réinvestir dans des activités productives pour la communauté.
L'explosion du tourisme sur ce site depuis 2015 — 1 000 visiteurs par jour en 2019 — menace aujourd'hui ce site resté intact depuis des millénaires. La nature jadis préservée est aujourd'hui altérée. Un parking a remplacé un marécage qui servait de refuge aux oies, le sentier autrefois étroit est devenu un large chemin défoncé plein de nids de poule qui s'érode sur plus de 4 kilomètres. La région n'étant pas en mesure de faire face aux hordes de touristes, les environs sont maintenant parsemés de déchets abandonnés.